# Just Dance 2024 Edition
Just Dance 2024 Edition is een muziekspel uitgebracht door Ubisoft voor de PlayStation 5, Xbox Series en Nintendo Switch. Het is het vervolg op Just Dance 2023 Edition. Het spel werd wereldwijd uitgebracht op 24 oktober 2023.